# Petaurista alborufus
Petaurista alborufus is een zoogdier uit de familie van de eekhoorns (Sciuridae). De wetenschappelijke naam van de soort werd voor het eerst geldig gepubliceerd door Milne-Edwards in 1870.

## Voorkomen
De soort komt voor in Taiwan en China.